# 安新県
安新県（あんしん-けん）は中華人民共和国河北省保定市に位置する県。

## 歴史
692年（長寿元年）に設置された武興県を前身とする。705年（神龍元年）に唐興県と改称された。五代十国時代になると後晋により宜川県と改称、その後後周により廃止された。
1188年（大定28年）、金朝は安州を設置、明朝が成立すると1374年（洪武7年）に安県に降格したが、1380年（洪武13年）に再び安州とされ、州治は新安県に置かれた。
1913年（民国2年）、中華民国による州制廃止に伴い安県に改編、更に翌年安新県と改称された。1958年に廃止され徐水県に編入されたが、1960年に再設置され現在に至る。

## 行政区画
- 鎮:安新鎮、大王鎮、三台鎮、端村鎮、趙北口鎮、同口鎮、劉李荘鎮、安州鎮、老河頭鎮
- 郷:圏頭郷、寨里郷、芦荘郷、竜化郷

## 出身者
- 陳調元 - 中華民国の軍人。当初は北京政府に属す。後に国民政府に転じた。